# Francisco Ors
Francisco Ors (n. 1931), é um guionista e dramaturgo espanhol.
Autor de peças como Quem muda a Fralda à Menina, .